# André Waterkeyn
André Waterkeyn (23 d'agost de 1917 - 4 d'octubre de 2005) va ser un enginyer belga, nascut a Wimbledon, conegut principalment per dissenyar l'Atomium.
Waterkeyn era director d'una companyia metal·lúrgica quan el 1954 va ser invitat per al disseny d'una estructura per a la Fira Mundial de l'any 1958, celebrada a Brussel·les que simbolitzés els esforços de Bèlgica en l'enginyeria.
Waterkeyn va mantenir els drets d'autor de totes les reproduccions de l'Atomium. I va ser membre del Consell de l'Atomium fins a 2002, quan el seu fill va prendre el càrrec. Mor a Brussel·les el 2005.

## Honors
Post mortem, l'estructura porta el seu nom.